# Rydal Mount

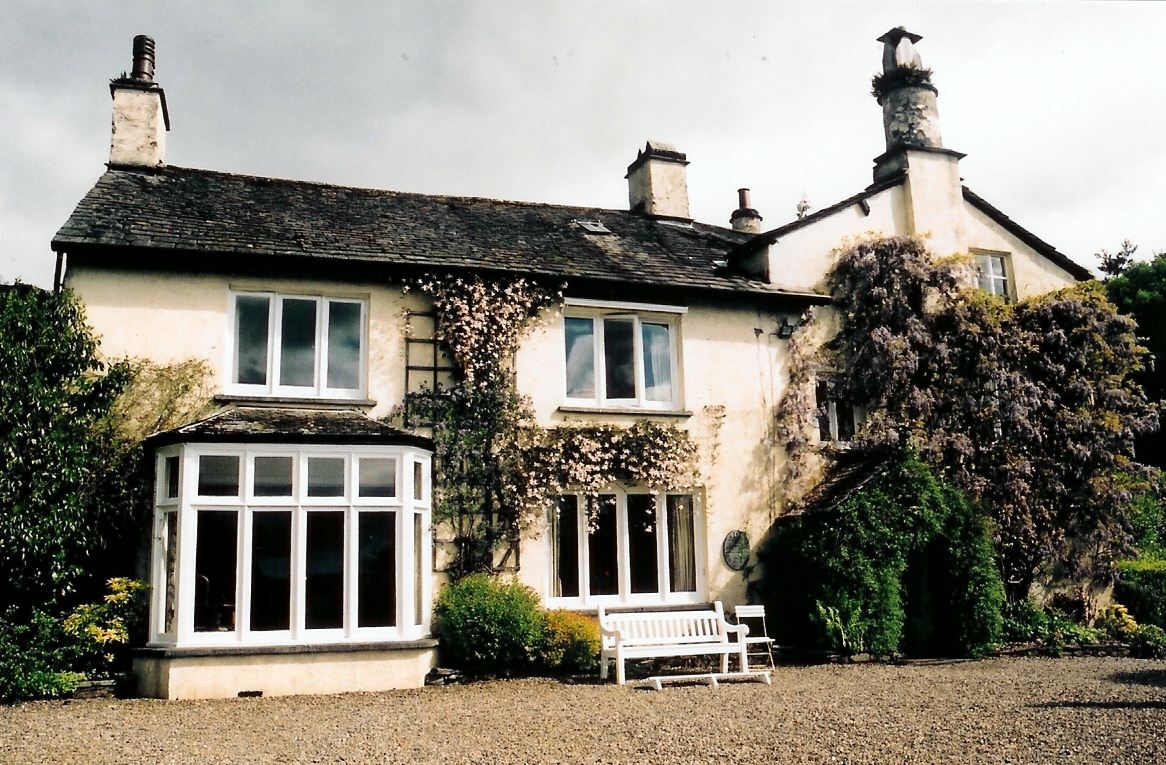
Das Haus des Dichters

Rydal Mount ist ein Haus bei Rydal nahe Ambleside im Lake District. Der Dichter William Wordsworth lebte dort von 1813 bis zu seinem Tode 1850.
Wordsworth wurde 1770 in Cockermouth in Cumberland geboren und kannte den Lake District seit seiner Kindheit. Wegen seines Studiums an der University of Cambridge zog er 1787 nach Cambridge. Nach dem Studium reiste er durch England und Europa für zwölf Jahre. Danach lebte er acht Jahre in Dove Cottage bei Grasmere (1799–1808). Durch seine wachsende Familie und viele Besucher war er aber gezwungen umzuziehen. Nach einer kurzen Zeit in Allan Bank in Grasmere zogen die Wordsworths 1813 nach Rydal Mount.
Rydal Mount wurde 1969 von Mary Henderson (geborene Wordsworth) erworben, einer Ur-Ur-Enkelin des Dichters. Es verbleibt damit im Besitz der Familie Wordsworth und ist seit 1970 der Öffentlichkeit zugängig.

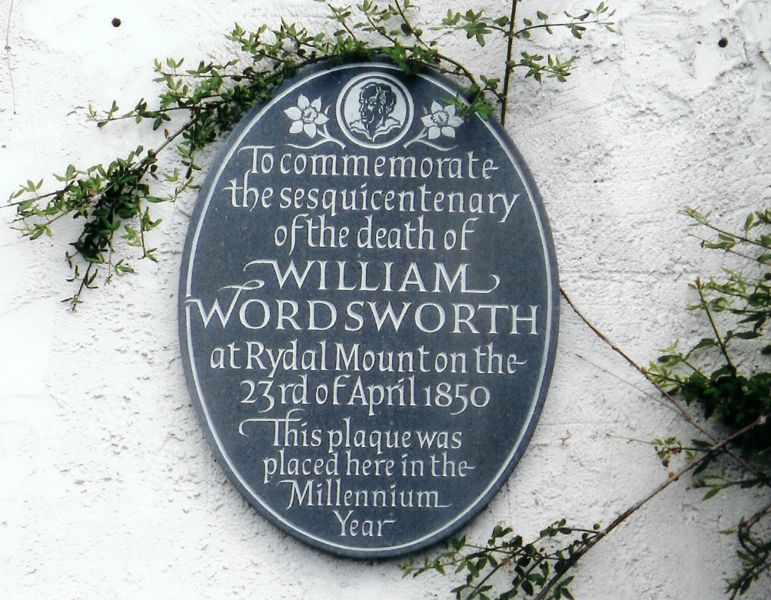
Gedenktafel am Haus des Dichters